# Canadá en los Juegos Olímpicos de Londres 1948
Canadá estuvo representado en los Juegos Olímpicos de Londres 1948 por un total de 118 deportistas que compitieron en 13 deportes.  
El portador de la bandera en la ceremonia de apertura fue el atleta Bob McFarlane.

## Medallistas
El equipo olímpico canadiense obtuvo las siguientes medallas:
| Nombre                                               | Deporte    | Competición   |
| ---------------------------------------------------- | ---------- | ------------- |
| Oro                                                  |            |               |
| —                                                    |            |               |
| Plata                                                |            |               |
| Douglas Bennett                                      | Piragüismo | C1 1000 m M   |
| Bronce                                               |            |               |
| Viola Myers Nancy MacKay Diane Foster Patricia Jones | Atletismo  | 4 × 100 m F   |
| Norman Lane                                          | Piragüismo | C1 10 000 m M |